# Свободное государство Конго
Свободное государство Конго (Независимое государство Конго, фр. État indépendant du Congo, нидерл. Onafhankelijke Congostaat) — государство в Африке, существовавшее в 1885—1908 годах, являвшееся «личным владением» короля Бельгии Леопольда II. При этом государство было формально независимым от правительства Бельгии. Период существования страны отличался жестоким режимом эксплуатации местного населения. В результате за 20 лет в Конго были убиты и преждевременно умерли от трёх до десяти миллионов человек (в 1920 году население Конго составляло лишь половину населения 1880 года). В настоящее время на территории бывшего Свободного государства Конго существует Демократическая Республика Конго.

## Последняя европейская колония
До середины XIX века Конго оставалось сердцем независимой Африки, так как европейцы не имели возможности колонизировать столь труднодоступные территории, находившиеся в непроходимых джунглях. Помимо ожесточённого сопротивления туземцев, продвижение европейцев вглубь Центральной Африки сдерживали малярийные болота и сонная болезнь. Лишь открытие лечебных свойств хинина позволило активизировать изучение и колонизацию внутренних областей экваториальной Африки.
Западные государства поначалу не колонизировали область в отсутствие очевидных экономических выгод. Но в разгар колониального раздела Африки (последняя четверть XIX века) территория Конго стала объектом соперничества колониальных держав. В 1876 году бельгийский король Леопольд II организовал под своим председательством Международную ассоциацию для исследования и цивилизации Центральной Африки, которая сотрудничала с европейскими и американскими исследователями.
Под её прикрытием королевские эмиссары (путешественники, офицеры, миссионеры) навязывали вождям местных племён кабальные договоры. В 1877 году Генри Мортон Стэнли обратил внимание на регион Конго и был направлен туда ассоциацией, за счёт Леопольда II. В ходе новой экспедиции в Центральную Африку, во время которой исследователь чуть не умер от малярии, Стэнли привёз бельгийскому суверену свыше четырёхсот договоров с племенными вождями и старейшинами деревень. Типичный договор предусматривал, что за один кусок ткани в месяц вожди (и их наследники) добровольно отказывались от суверенитета, передавая права управления над их землями королю и соглашаясь помогать рабочей силой бельгийским экспедициям при прокладке дорог и постройке зданий.
Колонизация Конго не понравилась европейским державам, особенно Великобритании, которая вспомнила, что 400 лет назад Конго уже завоевывала её союзник Португалия. Однако, используя противоречия между Великобританией, Францией, Германией и США, Леопольд II установил контроль над огромной территорией. Берлинская международная конференция в 1884—1885 г. признала Леопольда II сувереном захваченной территории, получившей название Свободное государство Конго. Покорение местного населения длилось десять лет и сопровождалось кровавыми расправами.

## Начало колонизации

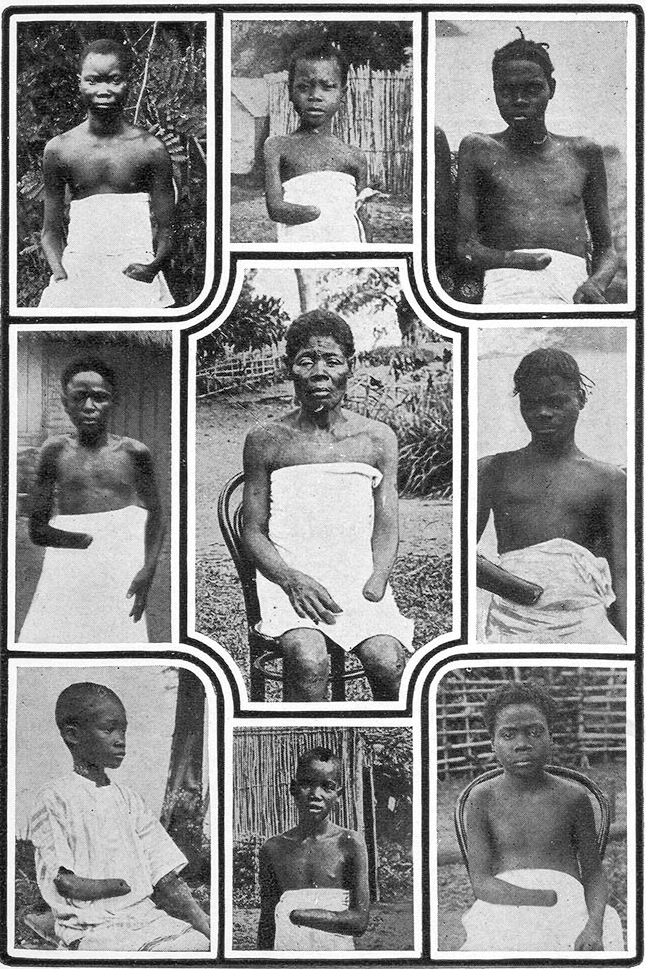
Жители Конго с отрезанными конечностями

26 февраля 1885 года был подписан генеральный акт, после чего было провозглашено Свободное государство Конго во главе с Леопольдом II (как частным лицом) и губернатором Стэнли. Почти всех высших и средних чинов администрации подбирал лично король, который управлял колонией как своей частной собственностью.
Принятые правительством нового «государства» законы предусматривали, что весь собранный местными жителям каучук должен сдаваться властям, а каждый местный мужчина должен был бесплатно отработать сорок часов в месяц. Впоследствии нормы сдачи каучука выросли во много раз, а вместо 40 часов приходилось работать на колонизаторов уже по 20-25 дней в месяц. Поскольку сбор каучука контролировала сеть агентов из разных стран Европы или США, чьё жалованье и срок службы в Африке зависели от количества поставляемого товара, то они любыми путями повышали сбор в десятки раз.
Чтобы держать многомиллионное население Конго под контролем, использовались «Общественные силы» (фр. Force Publique) — частная армия, сформированная из ряда местных воинственных племён, под командованием европейских офицеров.
В стране царил режим вооружённого грабежа населения, активного расхищения наиболее доступных для эксплуатации естественных богатств. За невыполнение поставок слоновой кости, каучука, продовольствия, за отказ выполнять трудовую повинность власти истребляли местных жителей, сжигали селения, опустошали целые районы. Условия работы на каучуковых плантациях были крайне тяжёлыми: сотни тысяч людей гибли от голода и эпидемий. Зачастую, чтобы принудить местных жителей к работе, власти колонии брали в заложники женщин и держали их под арестом в течение всего сезона сбора каучука.
Нередко офицеры убивали людей на спор или ради забавы. Для обустройства новых станций для проживания агентов набирали носильщиков, которых гнали на сотни километров и бывало, что такие экспедиции стоили всем этим рабам жизни.
В экономическом плане властям в итоге удалось существенно увеличить производство каучука. По данным бельгийских источников, в 1887 году объём производства каучука в Конго составлял около 30 тонн, через 10 лет, к 1897 году, он увеличился в 40 с лишним раз (около 1300 тонн), а в 1903 году составлял уже около 5900 тонн.
Некоторые плантаторы запрещали своим работникам-африканцам проявлять знаки не только своих верований, но и христианства. Одним из первых местных христиан, пострадавших за религиозные убеждения, стал молодой африканец Исидор Баканжа, причисленный Римско-Католической церковью к лику блаженных.
Система жесточайшей эксплуатации привела к сокращению численности населения Конго с 30 млн в 1884 году до 15 млн в 1915 году. За малейшую провинность работников калечили и убивали. От бойцов «Общественных сил» в качестве доказательства «целевого» расхода патронов во время карательных операций требовалось предъявлять отрубленные руки убитых. Случалось, что, потратив больше патронов, чем дозволено, каратели отрубали руки у живых и ни в чём не повинных людей. Доходы от эксплуатации Конго король направлял, в частности, на содержание своей любовницы Бланш Делакруа, прозванной журналистами «королевой Конго» (фр. la reine du Congo). Бельгийские власти в некоторой степени попустительствовали тому, чтобы в прессе жестокое обращение с конголезскими племенами получало объяснение как реакция на жестокости самих конголезцев, поскольку в регионе бассейна Конго проживали племена, практиковавшие каннибализм.

## Война с занзибарскими работорговцами
В 1892—1894 годах происходил вооружённый конфликт между Свободным государством Конго и занзибарскими работорговцами смешанного арабо-африканского происхождения, называемыми также арабами-суахили. На политическом уровне бельгийцы объявили войну крестовым походом против работорговцев. Война закончилась победой конголезских войск под началом бельгийских офицеров и установлением восточной границы Свободного государства.

## Присоединение Катанги
Примерно с 1856 по 1891 год на территории современной провинции Катанга существовало королевство Йеке, которое контролировало единственный торговый путь через континент с востока на запад. Когда Леопольду II сказали, что королевство Йеке контролирует торговлю между востоком и западом и богато медью и, возможно, золотом, он отправил экспедицию, чтобы попытаться заключить договор о присоединении королевства к его Свободному государству Конго (СГК). Сесил Родс также отправил экспедиции, чтобы включить королевство в состав территории его Британской южноафриканской компании. «Схватка за Катангу» была выиграна посланной Леопольдом экспедицией Стейрса, которая положила конец королевству, убив его правителя Мсири, и захватила территорию для Свободного государства Конго.

## Протесты
В 1890 году чернокожий ветеран армии северян США и республиканской армии Мексики, юрист, пастор-баптист и основатель негритянской газеты Джордж Вашингтон Уильямс после посещения Конго написал открытое письмо королю Леопольду, в котором описал зверства колониальной администрации и жульнические трюки Стэнли и его помощников, запугивавших туземцев ударами током из замаскированных под одеждой проводов, зажиганием сигары увеличительным стеклом с угрозой сжечь непокорную деревню и так далее.
Уильямс скончался спустя год, однако по его следам в 1891 году отправился французский журналист Эдмон Дин Морель, нанявшийся в британскую пароходную компанию «Элдер Демпстер» и таким образом получивший доступ к обширной статистике по Западной Африке. Он заметил, что в обмен на каучук и слоновую кость в Конго везут почти исключительно солдат, офицеров и винтовки с патронами.

В 1890 году на бельгийский пароход, шедший в Конго, поступил служить будущий писатель Джозеф Конрад, который затем описал зверства колонизаторов в романе «Сердце тьмы», вышедшем в 1899 году.

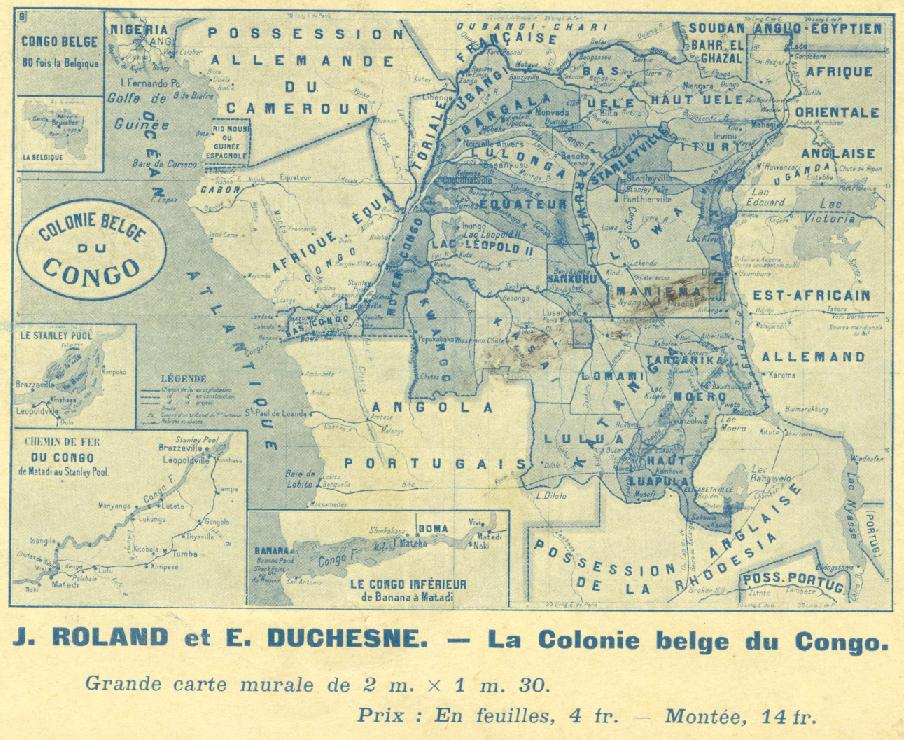
Карта 1914 года, после передачи Конго правительству Бельгии

Внимание общественности к проблеме Конго привлёк доклад 1904 года дипломата Роджера Кейсмента, тогда британского консула в Боме, и работа основанного им Общества по проведению реформ в Конго во главе с журналистом Эдмундом Дене Морелом. Общество поддерживали такие знаменитые писатели, как Анатоль Франс, Артур Конан Дойль, Марк Твен. Марк Твен написал сатирический памфлет «Монолог короля Леопольда в защиту его владычества», а Конан Дойль — книгу «Преступления в Конго».
Бельгийский парламент по инициативе лидера социалистов Эмиля Вандервельде вынудил Леопольда II создать независимую комиссию, подтвердившую выводы Доклада Кейсмента. Незадолго до смерти, 15 ноября 1908 года, бельгийский король продал свои африканские владения бельгийскому государству, что привело к возникновению колонии Бельгийское Конго.